# (12693) 1989 EZ
(12693) 1989 EZ là một tiểu hành tinh vành đai chính. Nó được phát hiện bởi Yoshiaki Oshima ở đài thiên văn Gekko ở tỉnh Shizuoka của Nhật Bản, ngày 9 tháng 3 năm 1989.